# Onthophagus absyrtus
Onthophagus absyrtus är en skalbaggsart som beskrevs av Vladimir Balthasar 1946. Onthophagus absyrtus ingår i släktet Onthophagus och familjen bladhorningar. Inga underarter finns listade i Catalogue of Life.